# Ведерли (Пенсилванија)
Ведерли (енгл. Weatherly) град је у америчкој савезној држави Пенсилванија.

## Демографија
По попису из 2010. године број становника је 2.525, што је 87 (-3,3%) становника мање него 2000. године.
| Група             | 2000.         | 2010.         |
| Белци             | 2.568 (98,3%) | 2.406 (95,3%) |
| Афроамериканци    | 7 (0,3%)      | 16 (0,6%)     |
| Азијати           | 2 (0,1%)      | 11 (0,4%)     |
| Хиспаноамериканци | 18 (0,7%)     | 63 (2,5%)     |
| Укупно            | 2.612         | 2.525         |